# BA-5
BA-5重装甲車はソビエト連邦の装甲車である。

## 概要
1935年に開発に着手された。
当時労農赤軍の主力装甲車両はBA-3であった。
BA-3はそれなりに有用な車両であったが、数が少なく、また軽装甲であった為、重装甲で量産性の高い装甲車が必要とされるようになってきた。そこで本車の開発が始まった。
しかしシャーシや装甲を合理化したBA-11が開発可能となったことで、本車の製作意義は失われた。試作車両と思われるものは開発されているが、量産されることはなく、実戦投入もおそらくされていない。

## 参考
- BA-5の画像